# Groseau
Le Groseau est une « source vauclusienne » qui jaillit à Malaucène. Elle est, en importance, la seconde résurgence karstique du département de Vaucluse, après celle de la Fontaine de Vaucluse. Cette source donne son nom à une rivière qui se jette dans l'Ouvèze après avoir traversé les communes d'Entrechaux et de Crestet.

## Géographie
La source est située, à la sortie de Malaucène, sur la route du Mont Ventoux. Sa résurgence jaillit au pied d'une falaise de plus de 100 mètres de hauteur. Cet abrupt correspond à une fracture majeure, orientée N-E / S-O qui limite le massif du Ventoux au couchant. 

## Géologie
Le calcaire du rocher du Groseau présente une multitude de fractures mineures qui lui donne un faciès « haché ». En amont de la source, sur la même falaise, se trouve une curiosité géologique surnommée la « Porte Saint-Jean ».

## Hydrographie
Cette rivière collecte un réseau dans le bassin de l'Ouvèze qui va du ruisseau d'Aygue Marce inclus au Lauzon de Puymeras. Elle est alimentée par le Sublon, le Rieufroid, le ruisseau de Paban et celui du ravin de la Folie.

### Impluvium
Cette source, inaccessible par plongée, a pourtant une origine bien déterminée grâce à une analyse isotopique. Son impluvium est constitué par le réservoir calcaire de la montagne de Piaud. Son débit, qui se situe entre 50 et 170 litres par seconde. 

### Bassin-versant
Avec une superficie de 25 km2, il correspond à un pli synclinal tertiaire de roches tendres (marnes bleues, grès, sables miocènes), coincé entre le versant nord du Mont Ventoux et le massif des Dentelles de Montmirail. Des versants avec des pentes de plus de 20 % dominent des épandages torrentiels périglaciaires d'origine quaternaire. Le Groseau et son affluent le Rieufroid, qui drainent un vaste bassin amont, s'encaissent ensuite dans des lits dont les berges atteignent entre deux et trois mètres de hauteur. Leur confluence, située à deux kilomètres en amont de l'Ouvèze, reçoit les apports du Sublon, un torrent à très forte pente. Sur le dernier kilomètre de son lit, le Groseau a été rectifié et canalisé, son tracé original ayant été détourné à 90° à des fins d'arrosage.

## Histoire

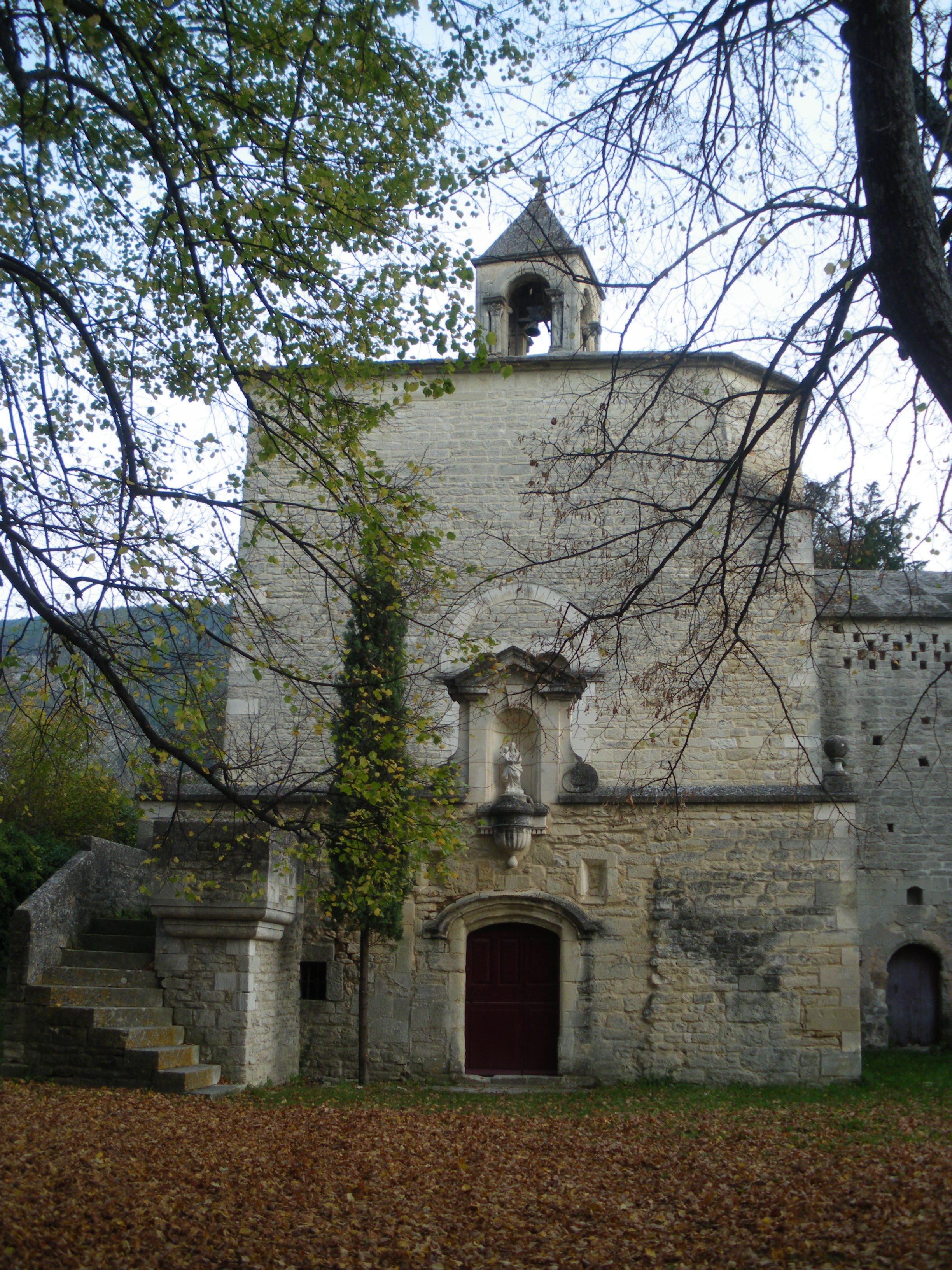
Notre Dame du Groseau

L'itinéraire possible de l'ascension du Ventoux par Pétrarque en passant par le Groseau
d'après un croquis dressé par Pierre de Champeville

### Antiquité
Vénérée au cours de l'antiquité, à travers le dieu Groselos, elle alimenta ensuite la cité gallo-romaine de Vasio grâce à un aqueduc.

### Moyen Âge
Le pape Clément V résida le plus souvent à l'abbaye de Notre-Dame du Groseau, en aval de la source. Il nommait ce lieu de retraite  « le jardin de mes délices ».
Le 26 avril 1336, François Pétrarque et son frère Gérard firent l’ascension du mont Ventoux , en partant de Malaucène et en passant par le Groseau.

### Renaissance
Au cours du XVe siècle, elle permit l'installation de moulins à foulon, à farine et à l'huile, ainsi que de manufacture à soie et martinet à cuivre. À partir du XVIe siècle, la rivière canalisée facilita l'installation à de nouvelles fabriques dont une papeterie en 1557.

### Époque moderne
La révolution industrielle du XIXe siècle transforma Malaucène en une véritable cité industrielle. Une douzaine de manufactures ou d'usines utilisèrent la force hydraulique de la rivière, dont trois filatures de soie. À partir de 1890, grâce au Groseau, une usine fournit la commune en électricité. 

### Époque contemporaine
Une reconversion difficile marqua la seconde moitié du XXe siècle. Seule resta en activité la papeterie. Pourtant, dans le cadre de ses grands travaux d'intérêt collectif, la commune de Malaucène programma l'adduction d'eau qui fut réalisée en 1955.

### Étymologie
Cet hydronyme vient du dieu celte Grasélos et des nymphes Grasélides .[Information douteuse]